# Ганс Деген
Ганс Карл Крістіан Деген (нім. Hans Karl Christian Degen; 18 лютого 1899, Розенгайм — 18 листопада 1971, Грайлінг) — німецький воєначальник, генерал-лейтенант вермахту. Кавалер Лицарського хреста Залізного хреста.

## Біографія
Син митника. У 17 років, після закінчення гуманістичної гімназії, вступив у 2-й єгерський батальйон 1-го єгерського полку Баварської армії. Учасник Першої світової війни, в 1917/18 роках — командир групи і взводу в Німецькому Альпійському корпусі. Бився в Румунії, Італії та Сербії. Остання посада під час війни — командир роти у Франції. У серпні 1918 року був легко поранений у боях на Соммі, проте залишився в бойових частинах.
Після війни став ад'ютантом 3-го батальйону 45-го піхотного полку (Ашаффенбург). 1 січня 1921 року прийнятий у рейхсвер. До 1929 року служив ад'ютантом 2-го батальйону 20-го піхотного полку (Інгольштадт), потім — командиром взводу кулеметної роти свого батальйону. З 1929 року — командир взводу й заступник командира роти 7-го автомобільного дивізіону (Мюнхен і Вюрцбург). У 1930/33 роках навчався в 7-му військовому окрузі та Військовій академії в Берліні, після чого служив у 4-му відділі Генштабу сухопутних військ ОКГ. З 1937 року — командир роти 100-го гірського полку (Бранненбург).
З 10 листопада 1938 року — 1-й офіцер (начальник оперативного відділу) Генштабу 2-ї гірської дивізії. Учасник Польської кампанії. З 16 жовтня 1939 року — 1-й офіцер Генштабу 1-ї гірської дивізії. Учасник Французької кампанії. З 1 січня 1941 року — начальник Генштабу 6-го армійського корпусу. Учасник Німецько-радянської війни. З 1 липня 1942 року — начальник Генштабу 19-го гірського корпусу. З 1 листопада 1943 року — командир 2-ї гірської дивізії. 6 лютого 1945 року важко поранений. 2 травня 1945 року взятий в полон американськими військами у шпиталі в Бад-Тельці. 15 жовтня 1947 року звільнений і вийшов на пенсію.

## Звання
- Лейтенант (10 лютого 1918)
- Оберлейтенант (1 квітня 1925)
- Гауптман (1 квітня 1933)
- Майор (1 жовтня 1936)
- Оберстлейтенант (1 березня 1939)
- Оберст Генштабу (1 лютого 1942)
- Генерал-майор (1 січня 1944)
- Генерал-лейтенант (20 вересня 1944)

## Нагороди
- Хрест «За військові заслуги» (Баварія) 3-го класу з мечами і короною (7 вересня 1917)
- Залізний хрест 2-го класу (6 листопада 1917)
- Орден «За військові заслуги» (Баварія) 4-го класу з мечами (1 жовтня 1918)
- Нагрудний знак «За поранення» в чорному (11 жовтня 1918)
- Почесний хрест ветерана війни з мечами
- Медаль «За вислугу років у Вермахті» 4-го, 3-го і 2-го класу (18 років)
- Медаль «У пам'ять 13 березня 1938 року»
- Іспанський хрест в бронзі (31 травня 1939)
- Застібка до Залізного хреста 2-го класу (1 жовтня 1939)
- Залізний хрест 1-го класу (10 грудня 1939)
- Німецький хрест в золоті (12 березня 1942)
- Медаль «За зимову кампанію на Сході 1941/42» (серпень 1942)
- Орден Хреста Свободи 1-го класу з мечами (Фінляндія; 4 квітня 1944)
- Почесна застібка на орденську стрічку для Сухопутних військ (5 лютого 1945)
- Лицарський хрест Залізного хреста (11 березня 1945)
- Лапландський щит